# Мезе, Йонатан
Йонатан Мезе (нем. Jonathan Meese, в некоторых русских источниках Джонатан Меезе; род. 23 января 1970, Токио, Япония) — современный немецкий художник, живописец и скульптор. Живёт и работает в Берлине и Гамбурге, Германия.

## Образование
- 1993—1998 Hamburg Art Academy (учился у профессора Франца Эрхарда Вальтера)

## Творчество
Йонатан Мезе — один из самых популярных и обсуждаемых немецких художников нового поколения. Самопровозглашённый экзорцист от культуры, Йонатан Мезе в своих перформансах, скульптурах и живописи играет роль шамана, вызывая всеми способами хаотический дух времени. Круг интересов художника отражается в его творчестве, где сливаются вместе комиксы, фильмы ужасов, средневековые крестовые походы и искусство аутсайдеров.
Впервые работы художника появились на международной арене современного искусства на Берлинской Биеннале в 1998 году. Мезе участвовал в выставке вместе со своими однокурсниками по Гамбургской академии искусств — Джоном Боком (John Boch) и Кристианом Янковски (Christian Jankowsky). Публика и художественная критика связали бессвязные громогласные перформансы и хаотичные инсталляции с дадаизмом, театром абсурда и венским акционизмом. Этой новой тенденции дали название «новые акционисты» («newactionists») или, как Харальд Зееман определил, «конфьюжионисты» («confusionists»).
Скульптуры и огромные яркие экспрессивные холсты Мезе хаотичны и выглядят нагромождением форм, красок и образов. Перенасыщенные работы Мезе наполнены сложной системой знаков, неологизмов, символов, аллюзий ко всем видам мифических и исторических персонажей, звезд популярной культуры, фантастических героев. Из них Meese создает собственную вселенную, которая далека от стандартов. Здесь можно встретить Калигулу, Сталина, Скарлетт Йоханссон, Маркиза де Сада, Рихарда Вагнера и многих других. Его работы иногда включают попытку переосмыслить немецкую мифологию и вызывают аналогии с ранним Ансельмом Кифером. Мезе наполняет свои работы любительской эстетикой, его экспрессионизм выглядит как выражение подростковой агрессии, совмещая отстаивание индивидуализма и анархическую силу.

## Персональные выставки
| - 2009 — BABY «KUNST» (METABOLISM ROCKS), Regina Gallery, Moscow - 2009 — «CASINOZ BABYMETABOLISMN» (Put DR. NO’S MONEY in your mouth) Stuart Shave Modern Art, Лондон - 2008 — «STOFFWECHSEL. KEIN ZEN BRONXEN, DU AUTOMATISCHES MENSCHENSPIELZEUG», Галерея Thaddaeus Ropac, Зальцбург - 2008 — «BABYPROPAGANDADDY’S Metabolismys (FISHYALARM IN ANTARKTIKA ON BOHRINSEL „MOOMIN“)», Galleri Bo Bjerggaard, Копенгаген - 2008 — «DR. GO HOME (GODZILLA-GYM, thanks … 1923—2023)» The Journal, Michael Nevin, Нью-Йорк - 2008 — «DR. CIRCUS METABOLISMUS MAXIMUS», Greener Pastures Contemporary Art, Торонто - 2008 — «Marlene Dietrich in Dr. No’s Ludovico Clinic (Dr. Baby’s Erzland)», Watermill Foundation, Нью-Йорк - 2008 — «DICTATORBABY MARY POPPIN’S CATS, DOGS and EGGPIES(THE REVOLUTIONBABY DE LARGE IS BACK)», Bortolami, Нью-Йорк - 2008 — «Ufo go Home — Fasching der Kunst», La Caixa, Барселона - 2008 — «Jonathan Meese, 23. Januar 1970», Contemporary Fine Arts, Берлин - 2008 — «General Sweetie (Polly, revolution, south, cookie)», Galerie Mirchandani + Steinruecke, Мумбаи - 2007 — «MARQUIS d’OVERKILLY’S Revolution de Baby LIEBESEISVERKÄUFERTIERKIND HUMPTY-DUMPTY», beaumontpublic, Люксембург - 2007 — «L’Amour de Monte-Cristo», Daniel Templon, Париж - 2007 — "MARQUIS de SCHNURRKUSS «MILCHMÄDCH' MEESIE (BABYBOUNCER) DIE ULTRAGROSSEN ABENTEUER von LOLLY, POLLY, SÜSSESÜSSESÜSSES, OKTN de PONY, NONNIE-DARLING, STUPSNÄSCHEN-TONI, Sweetsweetie, Hulla-Hulla-Flashy im süssen rechtsfreien Raum vom Babypotentaten „Colonel d’on Hymyngys“, hau…» Kunstraum Innsbruck, Innsbruck, AT - 2007 — «DON’T CALL US, WE CALL YOU», Galerie Krinzinger, Вена - 2007 — «FRÄULEIN ATLANTIS», Essl Museum, Klosterneuburg, Вена - 2007 — «Gundling Meese Erzstaat», Schloss Neuhardenberg, Neuhardenberg - 2007 — «DE ZEUZ — DEINE GETREIDEGÖTTIN = ERNTELICHT AUS FLEISCH, dieses geometrische EI UND ERZTIERKIND AUS WALDBEEREN UND DE PHARISÄER SCHAU aus MILCH. (Das Bermudadreieck lebt)», Trinitatiskirche, Кёльн - 2007 — «JONATHAN ROCKFORD (DON’T CALL ME BACK, PLEASE)», De Appel Centre for Contemporary Art, Amsterdam - 2007 — «Jonathan Meese. Das Gruselkabinett des Dr. Erzmarx (Der Getreidedaddy)», Karl-Marx-Geburtshaus, Trier - 2007 — «SEI LIEB, MUMIN. (TANZ DE DEPUTY)», Staatliche Kunsthalle Karlsruhe, Karlsruhe - 2007 — «Napoleon», Galerie Daniel Blau, München / Munich - 2007 — «Jonathan Meese — „Meistersinger“. Präsentation anlässlich des Gastspiels am Det Kongelige Teater in Kopenhagen», Louisiana Museum, Копенгаген - 2006 — «Mother», mit / with Tal R, Bortolami Dayan, Нью-Йорк - 2006 — «Jonathan Meese — Dr. Saint Just de Fort Knox», Galerie Daniel Templon, Париж - 2006 — «Jonathan Meese, Dr. Father Brown in Sankt Maria Pfarr. Malerei. Installation», Hospitalhof, Штутгардт - 2006 — «Ritter Johnny», Marstall, Ahrensburg - 2006 — «Schergentoni Suzy Wong», Galerie Haas, Цюрих - 2006 — «Mama Johnny», Deichtorhallen, Гамбург; MAGASIN Centre National d’Art Contemporain, Гренобль - 2006 — «Jonathan Meese», Galerie Rodolphe Janssen, Брюссель | - 2006 — «Sherwood Forest», mit / with Jörg Immendorff, Frans Hals Museum / De Hallen, Haarlem, NL - 2006 — «Die Peitsche der Erinnerung», mit / with Daniel Richter, Kunsthaus Stade, Stade; E-Werk, Freiburg; Kunstverein Rosenheim, Rosenheim; Helms Museum, Гамбург - 2006 — «Thanks, Wally Whyton (Revendaddy Phantomilky on Coconut Islandaddy)», Modern Art, Лондон - 2005 — «Dr. Dracula», Regina Gallery, Москва - 2005 — «Dr. Socrates» Arario Gallery, Cheonan, KR - 2005 — «General Tanz — Drei Streifen für ein Halleluja», Contemporary Fine Arts, Берлин - 2005 — «Mor», mit / with Tal R, Statens Museum for Kunst, Копенгаген - 2005 — «Vive Fantomas», Galerie L’Art du Temps, Clermont-Ferrand, FR - 2005 — «Jonathan Meese», Sies + Höke Galerie, Дюссельдорф - 2004 — «Das Bildnis des Dr. Fu Manchu», Contemporary Fine Arts, Берлин - 2004 — «Képi blanc, nackt», Schirn Kunsthalle, Франкфурт - 2004 — «Dr No`s Son», Leo Koenig Inc., Нью-Йорк - 2004 — «Spezialbilder Jonathan Meese / Albert Oehlen», Contemporary Fine Arts, Берлин - 2004 — «Dr. Staatsall…», Dommuseum Salzburg, Зальцбург - 2004 — «Solo für Onkel Schnapp-Gebiss», Galerie Krinzinger, Вена - 2003 — «The Empire Portraits 1903», Modern Art, Лондон - 2002 — «Young Americans», Contemporary Fine Arts, Берлин - 2002 — «Love», Galerie Ascan Crone, Гамбург - 2002 — «Uhrwerk Moderne Zeiten», Schloss Balmoral, Bad Ems - 2002 — «Ernte», Galerie Karlheinz Meyer, Karlsruhe - 2002 — «Revolution», Kestnergesellschaft, Ганновер - 2002 — «L`Amour», Galerie Daniel Templon, Париж - 2001 — «Jonathan Meese», Leo Koenig Inc., Нью-Йорк - 2001 — "Van Gogh 1924 (Selbstbildnis mit Spindel) ", Galerie Krinzinger, Вена - 2000 — «Volkszorn Wilhelm I—III», Galerie Christian Nagel, Köln / Cologne - 2000 — «Soldat Meese (Staatsanimalismus), Maldoror-Turm», Städtisches Museum Abteiberg, Mönchengladbach - 2000 — «The return of doctor Cyclops», Paolo Curti & Co., Милан - 2000 — «Capitaine Danjou Légion Étrangère», Galerie Karlheinz Meyer, Karlsruhe - 2000 — «Captaine Danjou — (Légion Étrangère) — Holzhand im Saalysm», Kunst-Werke, Берлин - 1999 — «Mr. Deltoid´s a.k.a. Urleandrusus — Sonnenallee — AHOI DE ANGST- FAIR WELL Good Bye», Neuer Aachener Kunstverein, Aachen - 1999 — «Schnitt bringt Schnitte», Ausstellungsraum Schnitt, Кёльн - 1999 — «Sonnentanz / Der Weidenmann / Nahrung / Erzisis», Kunsthalle St. Gallen, St. Gallen, CH - 1999 — «Frontbibliothek Meese», Buchhandlung Walther König, Кёльн - 1999 — «Wunderkammern: Erzreligion Blutlazarett / Erzsöldner Richard Wagner / Privatarmee Ernte und Saat / Waffe: Erzblut der Isis / Nahrung: Bluterz», Frankfurter Kunstverein, Frankfurt am Main - 1999 — «Information — Erlösung — Wiederkehr / Richard Wagners Privatarmee Lichterz», Kunsthalle Bielefeld, Bielefeld - 1999 — «Gesinnung ‘99 — Der letzte Lichtstrahl des Jahrtausends», Contemporary Fine Arts, Берлин - 1998 — «De Räuber», Contemporary Fine Arts, Берлин - 1997 — Kunstverein Kehdingen, Freiburg |

## Йонатан Мезе в России
- 20 февраля 2013 года в галерее Владимира Овчаренко «Red October» откороется выставка Йонатана Мезе, проводимая в рамках Года Германии в России[2].